# Plawsworth
Plawsworth är en by i civil parish Kimblesworth and Plawsworth, i kommunen Durham i grevskapet Durham i England. Byn är belägen 6 km från Durham. Plawsworth var en civil parish 1866–1986 när blev den en del av Kimblesworth & Plawsworth. Civil parish hade 1 570 invånare år 1961.